# Бецимисарака

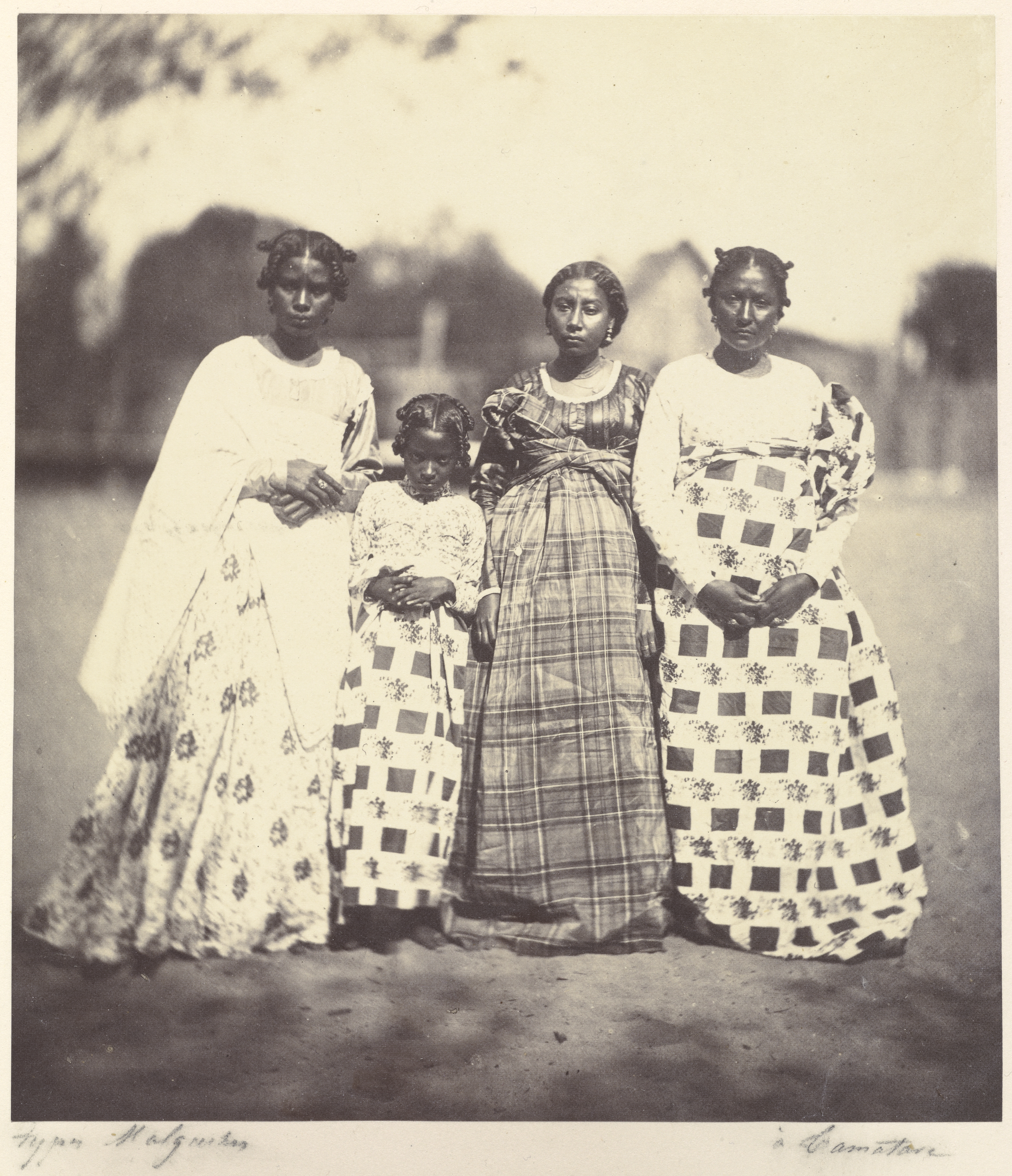
Группа женщин бецимисарака. 1863 год.

Бецимисарака («те, кто многочисленны и не разделимы») — одна из этнических групп малагасийцев, занимающая большую часть восточного побережья Мадагаскара от района Манандьяры на юге до района Анталаха на севере. Примерно в 1550—1800 годах у неё было своё самостоятельное государство. Около 1800 года оно было присоединено к королевству Имерина, объединившему разрозненные земли Мадагаскара.

## Этническая идентичность

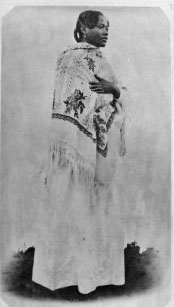
Представительница Бецимисарака. 1901 год.

Бетсимисарака составляют примерно 15 процентов населения Мадагаскара и их численность превышала 1,500,000 в 2011 году. Подгруппа населения, зана-малата, имеет частично европейское происхождение, возникшее в результате поколений смешанных браков между местным малагасийским населением и европейскими пиратами, моряками и торговцами, которые причаливали или оседали на восточном побережье. Как и сакалава на западе, бетсимисарака состоят из многочисленных этнических подгрупп, образовавших конфедерацию в начале XVIII века. Как и все малагасийцы, бетсимисарака имеют смешанное банту африканское и азиатское австронезийское происхождение. Однако бетсимисарака являются одним из малагасийских племен с преобладающим восточноафриканским банту происхождением, при этом средний представитель имеет около 70% восточноафриканской крови. Бетсимисарака занимают длинную узкую полосу территории вдоль восточного побережья Мадагаскара от Мананжари на юге до Анталахи на севере, включая главный порт острова в Туамасине и крупные города Фенерив-Эст и Маруанцетра. Их часто подразделяют на северных бетсимисарака (Антаваратра) и южных бетсимисарака (Антатсимо), которые разделены подклоном бетсимисарака Бетанимена (называемым Тсикоа до примерно 1710 года).

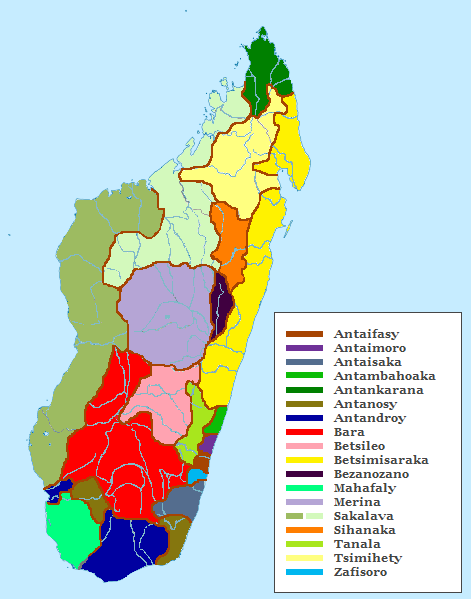
Распределение малагасийских этнических групп

## Общество
Народ занимается сельскохозяйством: подготовка полей начинается в октябре, сбор урожая риса — в мае, а зимние месяцы с июня по сентябрь отводятся для поклонения предкам и других важных ритуалов и обычаев.

## Правители бецимисарака
- Раманано (ок. 1700—1714)
- Рацимилахо (ок. 1714—1754)
- Занахари (ок. 1754—1770)